# جيم لونغ
جيم لونغ هو لاعب دارت كندي، ولد في 28 مايو 1968.

## وصلات خارجية
- جيم لونغ على موقع DartsDatabase.co.uk (الإنجليزية)